# Marpesia harmonia
Marpesia harmonia is een vlinder uit de familie van de Nymphalidae. De wetenschappelijke naam van de soort is voor het eerst geldig gepubliceerd in 1836 door Johann Christoph Friedrich Klug.